# Marek Pieter
Marek Pieter (* 6. července 1973 Jablonec nad Nisou) je český politik, v letech 2014 až 2017 předseda hnutí Starostové pro Liberecký kraj, v letech 2012 až 2019 náměstek hejtmana Libereckého kraje, v letech 2007 až 2020 zastupitel Libereckého kraje, v letech 2002 až 2012 starosta města Desná.

## Životopis
Maturoval v roce 1991 a následně až do roku 2002 pracoval jako technický pracovník a později i jako vedoucí výroby ve společnosti DESKO a. s.. Má čtyři děti. V roce 2009 byl na motocyklu členem Expedice Route 66 ze které vznikla kniha Expedice Route 66: 5000 mil legendami USA. Od roku 2015 je jednatelem společnosti FinYes, která s užitím umělé inteligence zajišťuje nákup energií na komoditní burze.

## Politická kariéra
Od roku 1998 se aktivně angažuje v politice. Nejprve na lokální úrovni jako zastupitel a radní města Desná (zvolen jako nezávislý na kandidátce KSČM). V roce 2002 se stal desenským starostou. Byl také členem několika výborů a místopředsedou mikroregionu Tanvaldsko. V návaznosti na zvolení do funkce náměstka hejtmana rezignoval 12. prosince 2012 na post desenského starosty. Dál však zůstal městským radním, a to až do voleb v roce 2014, kdy již nekandidoval.
Od roku 2007 je zastupitelem Libereckého kraje. Ve volebních obdobích 2004–2008 i 2008–2012 byl místopředsedou Výboru kultury, památkové péče a cestovního ruchu zastupitelstva Libereckého kraje.
V roce 2008 spoluzakládal hnutí Starostové pro Liberecký kraj, jehož byl místopředsedou a za něž byl zvolen ve volbách v roce 2008 i 2012 opakovaně do krajského zastupitelstva. 27. listopadu 2012 se stal náměstkem hejtmana Martina Půty. Na starost měl resort ekonomiky, správy majetku a IT. Byl také členem celostátního výboru hnutí Starostové a nezávislí.
Po rezignaci Martina Půty na post předsedy hnutí Starostové pro Liberecký kraj byl v březnu 2014 zvolen novým předsedou tohoto hnutí. V krajských volbách v roce 2016 obhájil za SLK post zastupitele Libereckého kraje. Dne 22. listopadu 2016 byl zvolen náměstkem hejtmana pro dopravu, investice a veřejné zakázky. Funkci opustil 31. ledna 2019, jako důvod uvedl zdravotní potíže. Nahradil ho Jan Sviták. V červenci 2022 po neúspěšné léčbě prodělal transplantaci jater v IKEMu. Ve volbách v roce 2020 již nekandidoval.
Ve volbách do Poslanecké sněmovny PČR v roce 2017 byl z pozice člena hnutí SLK lídrem hnutí STAN v Libereckém kraji, ale neuspěl. V listopadu 2017 rezignoval na post předsedy hnutí SLK, ve funkci jej nahradil Martin Půta. Po nezaplacení členského příspěvku pozbyl členství v hnutí.

## Kontroverze
Pieter byl před volbou do zastupitelstva kraje kritizován, že jako velký kritik netransparentních veřejných soutěží sám v roce 2009 podepsal sporné výběrové řízení na opravu základní školy v Desné, do kterého se přihlásily dvě společnosti. Pieter sám považoval soutěž za transparentní. Úřad na ochranu hospodářské soutěže ve svém usnesení z roku 2013 nedůvodné omezení hospodářské soutěže ani porušení zákona při vyhodnocování zakázky neshledal.